# وولکا نوژتسکا
وولکا نوژتسکا (به لاتین: Wólka Nurzecka) یک روستا در لهستان است که در گمینا نوژتس-ستاتسیا واقع شده‌است.